# Bahaghari
Bahaghari è un film del 1940 diretto da Don Dano, con protagonisti Rosa Aguirre, Miguel Anzures e Narding Anzures.
Tra le più importanti pellicole filippine dell'era prebellica, vide anche la partecipazione dell'attrice Corazón Noble, vittima di guerra durante la seconda guerra mondiale e testimone delle accuse contro il generale giapponese Tomoyuki Yamashita.